# Olympische Winterspiele 1994/Teilnehmer (Schweden)
| Gelbes Symbol für Goldmedaillen mit stilisierten Olympischen Ringen | Graues Symbol für Silbermedaillen mit stilisierten Olympischen Ringen | Braundes Symbol für Bronzemedaillen mit stilisierten Olympischen Ringen |
| ------------------------------------------------------------------- | --------------------------------------------------------------------- | ----------------------------------------------------------------------- |
| 2                                                                   | 1                                                                     | —                                                                       |

Schweden nahm an den Olympischen Winterspielen 1994 im norwegischen Lillehammer mit einer Delegation von 85 Athleten in zehn Disziplinen teil, davon 65 Männer und 20 Frauen. Mit zwei Goldmedaillen und einer Silbermedaille erreichte Schweden den zehnten Platz im Medaillenspiegel.
Fahnenträgerin bei der Eröffnungsfeier war die Skirennläuferin Pernilla Wiberg, die in der Kombination Olympiasiegerin wurde.

## Medaillen

### Medaillenspiegel
| Rang   | Sportart         | Gold | Silber | Bronze | Gesamt |
| ------ | ---------------- | ---- | ------ | ------ | ------ |
| 1      | Eishockey        | 1    | —      | –      | 1      |
| 1      | Ski Alpin        | 1    | –      | —      | 1      |
| 3      | Freestyle-Skiing | −    | 1      | −      | 1      |
| Gesamt | Gesamt           | 2    | 1      | 0      | 3      |

### Medaillengewinner
| Name/n                                  | Sportart         | Wettkampf          |
| --------------------------------------- | ---------------- | ------------------ |
| Gold                                    |                  |                    |
| Schwedische Eishockeynationalmannschaft | Eishockey        | Männer-Turnier     |
| Pernilla Wiberg                         | Ski Alpin        | Alpine Kombination |
| Silber                                  |                  |                    |
| Marie Lindgren                          | Freestyle-Skiing | Aerials            |

## Teilnehmer nach Sportarten

### Biathlon
| Athleten                                                          | Wettbewerbe        | Zeit        | Fehler      | Rang |
| ----------------------------------------------------------------- | ------------------ | ----------- | ----------- | ---- |
| Frauen                                                            |                    |             |             |      |
| Catarina Eklund                                                   | 7,5 km Sprint      | 29:44,6 min | 2 (2+0)     | 59   |
| Catarina Eklund                                                   | 15 km Einzel       | 1:00:38,4 h | 5 (3+0+0+2) | 60   |
| Christina Eklund                                                  | 7,5 km Sprint      | 31:10,0 min | 5 (4+1)     | 67   |
| Christina Eklund                                                  | 15 km Einzel       | 1:00:25,6 h | 4 (2+0+1+1) | 58   |
| Maria Schylander                                                  | 15 km Einzel       | 59:14,2 min | 3 (1+0+0+2) | 46   |
| Eva-Karin Westin                                                  | 7,5 km Sprint      | 29:50,4 min | 2 (2+0)     | 60   |
| Eva-Karin Westin Catarina Eklund Maria Schylander Heléne Dahlberg | 4 × 7,5 km-Staffel | 1:58:07,2 h | 0 (0+0)     | 9    |
| Männer                                                            |                    |             |             |      |
| Leif Andersson                                                    | 20 km Einzel       | 1:01:03,7 h | 1 (0+1+0+0) | 25   |
| Per Brandt                                                        | 10 km Sprint       | 31:27,4 min | 1 (1+0)     | 38   |
| Per Brandt                                                        | 20 km Einzel       | 1:01:09,4 h | 3 (0+1+1+1) | 27   |
| Ulf Johansson                                                     | 10 km Sprint       | 30:24,2 min | 3 (2+1)     | 20   |
| Ulf Johansson                                                     | 20 km Einzel       | 1:02:14,2 h | 4 (0+2+1+1) | 42   |
| Glenn Olsson                                                      | 20 km Einzel       | 1:07:55,9 h | 7 (2+1+1+3) | 66   |
| Per Brandt Mikael Löfgren Leif Andersson Ulf Johansson            | 4 × 7,5 km-Staffel | 1:34:38,8 h | 0 (0+0)     | 11   |

### Bob
| Athleten                                                       | Wettbewerb | Lauf 1  | Lauf 1 | Lauf 2  | Lauf 2 | Lauf 3  | Lauf 3 | Lauf 4  | Lauf 4 | Gesamt      | Gesamt |
| Athleten                                                       | Wettbewerb | Zeit    | Rang   | Zeit    | Rang   | Zeit    | Rang   | Zeit    | Rang   | Zeit        | Rang   |
| -------------------------------------------------------------- | ---------- | ------- | ------ | ------- | ------ | ------- | ------ | ------- | ------ | ----------- | ------ |
| Männer                                                         |            |         |        |         |        |         |        |         |        |             |        |
| Fredrik Gustafsson Hans Byberg                                 | Zweierbob  | 53,40 s | 19     | 53,69 s | 20     | 53,60 s | 23     | 53,84 s | 21     | 3:34,53 min | 22     |
| Fredrik Gustafsson Jörgen Kruse Lennart Westermark Hans Byberg | Viererbob  | 52,53 s | 19     | 52,49 s | 15     | 52,58 s | 15     | 52,72 s | 15     | 3:30,32 min | 17     |

### Eishockey
| Wettbewerb    | Männer |
| ------------- | --- |
| Spieler       | Håkan Algotsson Tommy Salo Michael Sundlöv Magnus Svensson Fredrik Stillman Tomas Jonsson Roger Johansson Kenny Jönsson Christian Due-Boje Leif Rohlin Håkan Loob Patrik Juhlin Jörgen Jönsson Peter Forsberg Roger Hansson Mats Näslund Jonas Bergqvist Charles Berglund Stefan Örnskog Patric Kjellberg Niklas Eriksson Andreas Dackell Daniel Rydmark |
| Trainer       | Curt Lundmark |
| Vorrunde      | Slowakei 4:4 (2:1, 0:2, 2:1) Italien 4:1 (1:0, 1:1, 2:0) Frankreich 7:1 (3:0, 2:1, 2:0) Vereinigte Staaten 6:4 (2:1, 2:0, 2:3) Kanada 2:3 (1:1, 1:2, 0:0) |
| Viertelfinale | Deutschland 3:0 (0:0, 1:0, 2:0) |
| Halbfinale    | Russland 4:3 (2:1, 1:0, 1:2) |
| Finale        | Kanada 3:2 n. P. (1:0, 0:0, 1:2, 0:0, 1:0) |
| Platzierung   | Gold |

### Eisschnelllauf
| Athleten       | Wettbewerbe | Zeit         | Rang |
| -------------- | ----------- | ------------ | ---- |
| Frauen         |             |              |      |
| Jasmin Krohn   | 3000 m      | 4:33,34 min  | 20   |
| Männer         |             |              |      |
| Per Bengtsson  | 5000 m      | 6:57,37 min  | 14   |
| Per Bengtsson  | 10.000 m    | 14:48,00 min | 16   |
| Magnus Enfeldt | 500 m       | 38,10 s      | 34   |
| Magnus Enfeldt | 1000 m      | 1:15,18 min  | 23   |
| Hans Markström | 500 m       | 37,53 s      | 25   |
| Hans Markström | 1000 m      | 1:15,50 min  | 29   |
| Jonas Schön    | 5000 m      | 6:53,39 min  | 12   |
| Jonas Schön    | 10.000 m    | 14:10,15 min | 8    |

### Freestyle-Skiing
| Athleten            | Wettbewerbe | Qualifikation | Qualifikation | Finale        | Finale        | Rang   |
| Athleten            | Wettbewerbe | Punkte        | Rang          | Punkte        | Rang          | Rang   |
| ------------------- | ----------- | ------------- | ------------- | ------------- | ------------- | ------ |
| Frauen              |             |               |               |               |               |        |
| Liselotte Johansson | Aerials     | 142,15        | 14            | ausgeschieden | ausgeschieden | 14     |
| Marie Lindgren      | Aerials     | 155,70        | 3             | 165,88        | 2             | Silber |
| Helena Waller       | Buckelpiste | 22,05         | 17            | ausgeschieden | ausgeschieden | 17     |
| Männer              |             |               |               |               |               |        |
| Mats Johansson      | Aerials     | 192,57        | 11            | 207,52        | 8             | 8      |
| Anders Jonell       | Buckelpiste | 24,75         | 10            | 24,50         | 11            | 11     |
| Jörgen Pääjärvi     | Buckelpiste | 24,90         | 9             | 25,51         | 5             | 5      |
| Leif Persson        | Buckelpiste | 24,40         | 14            | 24,05         | 12            | 12     |
| Fredrik Thulin      | Buckelpiste | 24,67         | 11            | 24,50         | 10            | 10     |

### Rennrodeln
| Athlet                           | Wettbewerb   | Lauf 1   | Lauf 1 | Lauf 2   | Lauf 2 | Lauf 3   | Lauf 3 | Lauf 4   | Lauf 4 | Gesamt       | Gesamt |
| Athlet                           | Wettbewerb   | Zeit     | Rang   | Zeit     | Rang   | Zeit     | Rang   | Zeit     | Rang   | Zeit         | Rang   |
| -------------------------------- | ------------ | -------- | ------ | -------- | ------ | -------- | ------ | -------- | ------ | ------------ | ------ |
| Männer                           |              |          |        |          |        |          |        |          |        |              |        |
| Mikael Holm                      | Einsitzer    | 50,917 s | 13     | 51,087 s | 14     | 50,946 s | 16     | 51,099 s | 14     | 3:24,049 min | 12     |
| Anders Söderberg                 | Einsitzer    | 51,111 s | 16     | 51,197 s | 15     | 50,809 s | 12     | 50,982 s | 12     | 3:24,099 min | 13     |
| Bengt Walden                     | Einsitzer    | 51,331 s | 18     | 51,325 s | 16     | 51,091 s | 17     | 51,105 s | 15     | 3:24,852 min | 17     |
| Hans Kohala Carl-Johan Lindqvist | Doppelsitzer | 48,970 s | 12     | 49,268 s | 14     | —        | —      | —        | —      | 1:38,238 min | 13     |

### Shorttrack
| Athleten         | Wettbewerbe | Vorlauf     | Vorlauf | Viertelfinale | Viertelfinale | Halbfinale    | Halbfinale    | Finale        | Finale        | Rang |
| Athleten         | Wettbewerbe | Zeit        | Rang    | Zeit          | Rang          | Zeit          | Rang          | Zeit          | Rang          | Rang |
| ---------------- | ----------- | ----------- | ------- | ------------- | ------------- | ------------- | ------------- | ------------- | ------------- | ---- |
| Männer           |             |             |         |               |               |               |               |               |               |      |
| Martin Johansson | 500 m       | 44,94 s     | 2       | 44,96 s       | 2             | 46,04 s       | 4             | 45,24 s       | 3             | 7    |
| Martin Johansson | 1000 m      | 1:32,50 min | 3       | ausgeschieden | ausgeschieden | ausgeschieden | ausgeschieden | ausgeschieden | ausgeschieden | 17   |

### Ski Alpin
| Athleten           | Wettbewerbe        | 1. Lauf     | 1. Lauf | 2. Lauf     | 2. Lauf | Gesamt      | Gesamt |
| Athleten           | Wettbewerbe        | Zeit        | Rang    | Zeit        | Rang    | Zeit        | Rang   |
| ------------------ | ------------------ | ----------- | ------- | ----------- | ------- | ----------- | ------ |
| Frauen             |                    |             |         |             |         |             |        |
| Kristina Andersson | Riesenslalom       | DNF         | DNF     | DNF         | DNF     | DNF         | DNF    |
| Kristina Andersson | Slalom             | 1:01,46 min | 18      | 59,29 s     | 19      | 2:00,75 min | 19     |
| Erika Hansson      | Abfahrt            | —           | —       | —           | —       | 1:39,40 min | 34     |
| Erika Hansson      | Alpine Kombination | 1:29,93 min | 21      | 1:40,24 min | 8       | 3:10,17 min | 11     |
| Erika Hansson      | Riesenslalom       | DNF         | DNF     | DNF         | DNF     | DNF         | DNF    |
| Erika Hansson      | Slalom             | DNF         | DNF     | DNF         | DNF     | DNF         | DNF    |
| Erika Hansson      | Super-G            | —           | —       | —           | —       | 1:24,50 min | 27     |
| Ylva Nowén         | Riesenslalom       | DNF         | DNF     | DNF         | DNF     | DNF         | DNF    |
| Christina Rodling  | Slalom             | 1:01,01 min | 14      | 58,06 s     | 12      | 1:59,07 min | 13     |
| Pernilla Wiberg    | Abfahrt            | —           | —       | —           | —       | 1:37,61 min | 9      |
| Pernilla Wiberg    | Alpine Kombination | 1:28,70 min | 5       | 1:36,46 min | 2       | 3:05,16 min | Gold   |
| Pernilla Wiberg    | Riesenslalom       | DNF         | DNF     | DNF         | DNF     | DNF         | DNF    |
| Pernilla Wiberg    | Slalom             | 59,05 s     | 2       | 57,63 s     | 6       | 1:56,68 min | 4      |
| Pernilla Wiberg    | Super-G            | —           | —       | —           | —       | 1:22,67 min | 4      |
| Männer             |                    |             |         |             |         |             |        |
| Mats Ericson       | Slalom             | 1:03,25 min | 16      | 1:02,24 min | 14      | 2:05,49 min | 13     |
| Thomas Fogdö       | Slalom             | 1:02,98 min | 15      | 1:00,07 min | 4       | 2:03,05 min | 5      |
| Tobias Hellman     | Alpine Kombination | 1:40,25 min | 29      | 1:41,49 min | 10      | 3:21,74 min | 13     |
| Tobias Hellman     | Riesenslalom       | DNF         | DNF     | DNF         | DNF     | DNF         | DNF    |
| Tobias Hellman     | Slalom             | DNF         | DNF     | DNF         | DNF     | DNF         | DNF    |
| Tobias Hellman     | Super-G            | —           | —       | —           | —       | 1:34,59 min | 19     |
| Patrik Järbyn      | Abfahrt            | —           | —       | —           | —       | 1:48,05 min | 34     |
| Patrik Järbyn      | Alpine Kombination | 1:38,44 min | 12      | DNF         | DNF     | DNF         | DNF    |
| Patrik Järbyn      | Riesenslalom       | DNF         | DNF     | DNF         | DNF     | DNF         | DNF    |
| Patrik Järbyn      | Super-G            | —           | —       | —           | —       | 1:34,51 min | 18     |
| Fredrik Nyberg     | Abfahrt            | —           | —       | —           | —       | 1:47,97 min | 32     |
| Fredrik Nyberg     | Alpine Kombination | 1:38,40 min | 11      | 1:41,90 min | 13      | 3:20,30 min | 8      |
| Fredrik Nyberg     | Riesenslalom       | 1:29,96 min | 15      | 1:24,98 min | 18      | 2:54,94 min | 18     |
| Fredrik Nyberg     | Super-G            | —           | —       | —           | —       | 1:34,96 min | 25     |
| Johan Wallner      | Riesenslalom       | 1:31,57 min | 27      | 1:25,89 min | 24      | 2:57,46 min | 25     |
| Johan Wallner      | Slalom             | DNF         | DNF     | DNF         | DNF     | DNF         | DNF    |

### Skilanglauf
| Athleten                                                              | Wettbewerbe       | Zeit        | Rang |
| --------------------------------------------------------------------- | ----------------- | ----------- | ---- |
| Frauen                                                                |                   |             |      |
| Annika Evaldsson                                                      | 5 km klassisch    | 15:35,7 min | 25   |
| Annika Evaldsson                                                      | 10 km Verfolgung  | 32:03,4 min | 29   |
| Annika Evaldsson                                                      | 15 km Freistil    | 45:25,4 min | 29   |
| Anna Frithioff                                                        | 5 km klassisch    | 15:13,3 min | 17   |
| Anna Frithioff                                                        | 10 km Verfolgung  | 32:50,1 min | 37   |
| Anna Frithioff                                                        | 30 km klassisch   | 1:29:07,2 h | 13   |
| Anna-Lena Fritzon                                                     | 5 km klassisch    | 15:52,9 min | 35   |
| Anna-Lena Fritzon                                                     | 10 km Verfolgung  | 31:29,5 min | 25   |
| Anna-Lena Fritzon                                                     | 15 km Freistil    | 44:26,9 min | 19   |
| Lis Frost                                                             | 30 km klassisch   | 1:33:04,1 h | 28   |
| Marie-Helene Östlund                                                  | 15 km Freistil    | 44:03,6 min | 17   |
| Marie-Helene Östlund                                                  | 30 km klassisch   | 1:28:46,2 h | 12   |
| Antonina Ordina                                                       | 5 km klassisch    | 14:59,2 min | 10   |
| Antonina Ordina                                                       | 10 km Verfolgung  | 29:23,5 min | 9    |
| Antonina Ordina                                                       | 15 km Freistil    | 42:29,1 min | 7    |
| Antonina Ordina                                                       | 30 km klassisch   | 1:28:39,2 h | 11   |
| Anna Frithioff Marie-Helene Östlund Anna-Lena Fritzon Antonina Ordina | 4 × 5 km-Staffel  | 1:00:05,8 h | 6    |
| Männer                                                                |                   |             |      |
| Anders Bergström                                                      | 30 km Freistil    | 1:18:22,2 h | 22   |
| Henrik Forsberg                                                       | 30 km Freistil    | 1:16:10,8 h | 12   |
| Mathias Fredriksson                                                   | 30 km Freistil    | 1:18:34,5 h | 23   |
| Niklas Jonsson                                                        | 10 km klassisch   | 26:27,6 min | 30   |
| Niklas Jonsson                                                        | 50 km klassisch   | 2:17:54,9 h | 27   |
| Christer Majbäck                                                      | 10 km klassisch   | 25:55,2 min | 19   |
| Christer Majbäck                                                      | 15 km Verfolgung  | 40:22,5 min | 23   |
| Christer Majbäck                                                      | 50 km klassisch   | 2:10:03,8 h | 6    |
| Torgny Mogren                                                         | 10 km klassisch   | 26:21,7 min | 27   |
| Torgny Mogren                                                         | 30 km Freistil    | 1:18:41,3 h | 24   |
| Jan Ottosson                                                          | 10 km klassisch   | 25:47,9 min | 14   |
| Jan Ottosson                                                          | 15 km Verfolgung  | 39:12,4 min | 15   |
| Jan Ottosson                                                          | 50 km klassisch   | 2:13:55,2 h | 18   |
| Jan Ottosson Christer Majbäck Anders Bergström Henrik Forsberg        | 4 × 10 km-Staffel | 1:45:22,7 h | 6    |

### Skispringen
| Athleten                                                             | Wettbewerb             | 1. Durchgang | 1. Durchgang | 1. Durchgang | 2. Durchgang | 2. Durchgang | 2. Durchgang | Gesamt | Gesamt |
| Athleten                                                             | Wettbewerb             | Weite        | Punkte       | Rang         | Weite        | Punkte       | Rang         | Punkte | Rang   |
| -------------------------------------------------------------------- | ---------------------- | ------------ | ------------ | ------------ | ------------ | ------------ | ------------ | ------ | ------ |
| Männer                                                               |                        |              |              |              |              |              |              |        |        |
| Fredrik Johansson                                                    | Normalschanze          | 86,5 m       | 102,0        | 37           | 70,0 m       | 71,0         | 47           | 173,0  | 43     |
| Fredrik Johansson                                                    | Großschanze            | 95,5 m       | 68,4         | 36           | 88,0 m       | 54,9         | 43           | 123,3  | 40     |
| Mikael Martinsson                                                    | Normalschanze          | 87,0 m       | 108,5        | 31           | 90,0 m       | 114,0        | 19           | 222,5  | 23     |
| Mikael Martinsson                                                    | Großschanze            | 94,5 m       | 65,6         | 39           | 99,0 m       | 74,7         | 28           | 140,3  | 34     |
| Johan Rasmussen                                                      | Großschanze            | 93,0 m       | 62,4         | 43           | 87,5 m       | 52,5         | 45           | 115,9  | 41     |
| Staffan Tällberg                                                     | Normalschanze          | 81,0 m       | 97,0         | 41           | 82,0 m       | 98,5         | 29           | 195,5  | 34     |
| Staffan Tällberg                                                     | Großschanze            | 88,5 m       | 24,8         | 56           | 82,5 m       | 36,5         | 55           | 61,3   | 56     |
| Magnus Westman                                                       | Normalschanze          | 78,5 m       | 88,5         | 49           | 67,5 m       | 59,5         | 53           | 148,0  | 53     |
| Mikael Martinsson Staffan Tällberg Johan Rasmussen Fredrik Johansson | Großschanze Mannschaft | 404,0 m      | 320,7        | 10           | 412,0 m      | 332,6        | 10           | 653,3  | 10     |